# Inga & Anush
Inga & Anush (Armeens: Ինգա և Անուշ) is een duo bestaande uit Inga Arsjakian (Armeens: Ինգա Արշակյան, Inga Aršakyan) (Jerevan, 18 maart 1982) en Anoesj Arsjakian (Armeens: Անուշ Արշակյան, Anowš Aršakyan) (Jerevan, 24 december 1980). Deze twee zussen vormen een Armeens folkduo sinds 2000. Inga en Anush zijn geboren in Jerevan en hebben beiden gestudeerd aan het Staatsconservatorium aldaar. Hun bekendste albums zijn Wij en onze bergen (2003), Tamzara (2006) en Gutan (2008). Hun liedjes zijn veelal gebaseerd op motieven van traditionele Armeense volksmuziek. Tevens schrijven de zussen ook zelf liedjes.
Inga en Anush zijn in het buitenland bekend geworden door hun deelname aan het Eurovisiesongfestival 2009. Ze behaalden in de halve finale de 5de en in de finale de 10de plaats.
Inga deed in 2015 nogmaals mee aan het Eurovisiesongfestival als onderdeel van de supergroep Genealogy.
2006: André · 
2007: Hayko · 
2008: Sirusho · 
2009: Inga & Anush · 
2010: Eva Rivas · 
2011: Emmy · 
2013: Dorians · 
2014: Aram MP3 ·
2015: Genealogy ·
2016: Iveta Mukuchian ·
2017: Artsvik ·
2018: Sevak Chanagian · 
2019: Srbuk · 
2022: Rosa Linn · 
2023: Brunette · 
2024: Ladaniva · 
2025: Parg